# بوم‌شناسی رفتاری انسان
بوم‌شناسی رفتاری انسان (به انگلیسی: Human behavioral ecology (HBE)) یا بوم‌شناسی تکاملی انسانی، اصول نظریه تکاملی و بهینه‌سازی را برای مطالعه تنوع رفتاری و فرهنگی انسان به کار می‌گیرد. بوم‌شناسی رفتاری انسان طراحی سازگاری ویژگی‌ها، رفتارها و تاریخچه زندگی انسان‌ها را در یک زمینه بوم‌شناختی بررسی می‌کند. یکی از هدف‌های بوم‌شناسی رفتاری انسان مدرن این است که تعیین کند چگونه عوامل بوم‌شناختی و اجتماعی بر انعطاف رفتاری درون و بیرون جمعیتهای انسانی تأثیر می‌گذارند و شکل می‌دهند. در میان چیزهای دیگر، بوم‌شناسی رفتاری انسان تلاش می‌کند تا تنوع در رفتار انسان را به‌عنوان راه‌حل‌های سازگاری برای نیازهای رقابتی تاریخ زندگی مانند رشد، تولیدمثل، مراقبت از والدین و جفت‌یابی توضیح دهد.